# 麻彤辉
麻彤辉，教授，主要从事膜蛋白结构与功能和高通量筛选药物等方面的研究。入选中华人民共和国教育部第七批"长江学者"特聘教授，享受国务院政府特殊津贴，曾获得“国家杰出青年基金”。